# 隆背黄道蟹
隆背体壮蟹（学名：Romaleon gibbosulus）为黄道蟹科体壮蟹属的动物。分布于渤、黄海以及日本海域等地，生活环境为海水，主要生活于水深30-100米的泥沙质或贝壳与沙质相混的海底。其生存的海拔范围为-100至-30米。